# 12864 Ryandrake
12864 Ryandrake eller 1998 KB55 är en asteroid i huvudbältet som upptäcktes den 23 maj 1998 av LINEAR i Socorro County, New Mexico. Den är uppkallad efter Ryan Edward Drake.
Asteroiden har en diameter på ungefär 8 kilometer.